# Chiutari
Chiutari (auch Chiutari Alto) ist eine Streusiedlung im Departamento Potosí im südamerikanischen Andenstaat Bolivien.

## Lage im Nahraum
Chiutari ist größte Ortschaft im Municipio Chaquí in der Provinz Cornelio Saavedra. Sie liegt auf einer Höhe von  3599 m am Ufer der Quebrada Chimpa Mayu, die einen Kilometer flussabwärts in den Río Tehuarani mündet, dessen Wasser im weiteren Verlauf über den Río Puna, den Rio Miculpaya und den Río Mataca zum Río Pilcomayo fließt.

## Geographie
Chiutari liegt zwischen dem bolivianischen Altiplano im Westen und der Cordillera Central im Osten. Das Klima der Region ist semiarid und ein typisches Tageszeitenklima, bei dem die mittleren Temperaturschwankungen im Tagesverlauf stärker ausfallen als im Jahresverlauf.
Die Jahresdurchschnittstemperatur in der Region beträgt etwa 17 °C (siehe Klimadiagramm Betanzos), die Monatswerte schwanken nur unwesentlich zwischen 14 °C im Juni/Juli und 19 °C von November bis Januar. Die jährliche Niederschlagsmenge liegt bei knapp 500 mm, die Trockenzeit dauert von April bis Oktober mit Monatswerten unter 30 mm, nur im Januar wird ein Niederschlag von 100 mm erreicht.

## Verkehrsnetz
Chiutari liegt in einer Entfernung von 34 Straßenkilometern östlich von Potosí, der Hauptstadt des Departamentos.
Von Potosí aus führt die überregionale Nationalstraße Ruta 5 nach Nordosten über Betanzos nach Sucre und weiter in Richtung Santa Cruz im bolivianischen Tiefland. Auf halbem Wege zwischen Potosí und Betanzos zweigt eine asphaltierte Landstraße nach Süden in Richtung auf Chaquí ab, nach sieben Kilometern führt eine unbefestigte Landstraße nach Westen zu dem einen Kilometer entfernten Chiutari.

## Bevölkerung
Die Einwohnerzahl von Chiutari ist im vergangenen Jahrzehnt deutlich angestiegen:
| Jahr | Einwohner         | Quelle       |
| ---- | ----------------- | ------------ |
| 1992 | keine Detaildaten | Volkszählung |
| 2001 | 373               | Volkszählung |
| 2012 | 924               | Volkszählung |
| 2024 |                   | Volkszählung |

Die Region weist einen deutlichen Anteil an Quechua-Bevölkerung auf, im Municipio Chaquí sprechen 81 Prozent der Bevölkerung Quechua.